# 서파수면
서파수면(徐波睡眠, SWS, slow wave sleep)은 수면 기간 중 뇌전도에 서파(slow wave)가 기록되는 기간의 수면을 말한다. 숙면(熟眠, deep sleep)이라고도 한다. 보통 수면이 점점 깊어질 때 뇌파의 주파수는 감소하며 진폭은 커지는데 이때 생체에서 뇌의 활동 수준 저하, 근육 긴장 저하, 심박수나 호흡수의 감소, 혈압 저하, 대사 저하 등이 관찰된다.

## 델타파
서파수면에서 델타파가 발생한다. 서파(slow wave) 중에 가장 느린 파장이 델타파다.
수면은 렘수면과 비렘수면이 있고, 비렘수면은 다시 1단계 수면, 2단계 수면, 3단계 수면, 4단계 수면이 있다. 여기서 3-4단계를 서파수면이라고 부른다.
5세까지의 영아는 깊은 3단계 수면인 깊은 잠을 많이 자기 때문에, 델타파가 많다. 청소년 때는 75%가 감소하여 25% 정도의 델타파가 발생한다. 40대 중반이 되면 델타파가 가장 적게 나온다. 75세가 되면 4단계 수면과 델타파가 거의 사라진다.

## 숙면일여
한국의 조계종 종정을 지낸 성철스님이 숙면일여(熟眠一如)를 주장했다. 몽중일여가 되야 7지보살, 숙면일여(熟眠一如)가 되어야 8지보살 경지라고 주장했다.
최근 연구에서, 숙면에서도 의식이 깨어 있을 수 있다는 점이 밝혀졌다.

## 같이 보기
- 비렘수면
- 전의식
- 잠재의식
- 무의식